# Dörflein (Oberdachstetten)
Dörflein (fränkisch: Därfla) ist ein Gemeindeteil der Gemeinde Oberdachstetten im Landkreis Ansbach (Mittelfranken, Bayern). Dörflein liegt in der Gemarkung Mitteldachstetten.

## Geografie
Das Dorf liegt an der Fränkischen Rezat und am Katzbach, der dort als linker Zufluss in die Rezat mündet. Im Südosten liegt das Schlagholz, 0,75 km nordwestlich der Adelberg. Eine Gemeindeverbindungsstraße führt nach Berglein (0,4 km nördlich) bzw. nach Rosenbach (2,3 km südöstlich).

## Geschichte
Der Ort wurde 1415 als „zu dem Dörfflein bey Nydern Tagsteten“ erstmals urkundlich erwähnt. Aus der Beschreibung kann geschlossen werden, dass dieser eine Spätsiedlung von Nydern Tagsteten war (dieser Ort existiert nicht mehr). Da es im näheren Umkreis keine Orte gab, die auf -dorf endeten und somit die Siedlung eindeutig bestimmbar war, wurde aus der eigentlich allgemeinen Bezeichnung „Dörflein“ der Ortsname.
Gegen Ende des 18. Jahrhunderts bildete Berglein mit Dörflein eine Realgemeinde. In Dörflein gab es 8 Anwesen. Das Hochgericht übte das Obervogteiamt Virnsberg aus. Die Dorf- und Gemeindeherrschaft hatte die Deutschordenskommende Virnsberg. Grundherren waren die Deutschordenskommende Virnsberg (1 Hof, 1 Halbhof, 1 Sechstelhof), das Deutschordensspital Nürnberg der Kommende Nürnberg (2 Höfe), die Pfarrei Berglein (1 Hof, 1 Halbhof) und das eichstättischen Vogtamt Lehrberg (1 Halbhof).
Im Rahmen des Gemeindeedikts wurde Dörflein dem 1808 gebildeten Steuerdistrikt Virnsberg und der 1811 gegründeten Ruralgemeinde Virnsberg zugeordnet. Am 12. Juni 1824 wurde Dörflein in die neu gebildete Gemeinde Neustetten umgemeindet. Ein Gesuch von 1844 mit Berglein eine eigene Gemeinde zu bilden, wurde abgelehnt, weil beide Orte nicht die Mindestzahl von 20 Familien erreichten. Am 30. August 1923 wurde die Umgemeindung von Berglein und Dörflein nach Mitteldachstetten genehmigt. Im Zuge der Gebietsreform in Bayern wurde die Gemeinde Mitteldachstetten am 1. Januar 1972 nach Oberdachstetten eingemeindet.

### Baudenkmäler
- Haus Nr. 11: eingeschossiges Wohnstallhaus, Hausteingliederungen, 1829[13]
- Haus Nr. 17: eingeschossiges Fachwerkwohnstallhaus, 18. Jahrhundert[13]
- Haus Nr. 18: zugehörig Scheune, konstruktives Fachwerk, bezeichnet 1861; an zentraler Stelle in Ortsmitte[13]

### Einwohnerentwicklung
| Jahr      | 001818 | 001840 | 001861 | 001871 | 001885 | 001900 | 001925 | 001950 | 001961 | 001970 | 001987 | 002006 | 002015 | 002019 |
| Einwohner | 45     | 44     | *      | 59     | 73     | 55     | 55     | 83     | 59     | 57     | 40     | 38     | 39     | 37     |
| Häuser    | 8      | 11     |        |        | 11     | 10     | 11     | 13     | 14     |        | 13     |        |        |        |
| Quelle    | [ 15 ] | [ 16 ] | [ 17 ] | [ 18 ] | [ 19 ] | [ 20 ] | [ 21 ] | [ 22 ] | [ 23 ] | [ 24 ] | [ 25 ] |        | [ 26 ] | [ 27 ] |

## Religion
Der Ort ist seit der Reformation evangelisch-lutherisch geprägt und bis heute nach St. Jakob (Mitteldachstetten) gepfarrt. Die Einwohner römisch-katholischer Konfession sind nach St. Dionysius (Virnsberg) gepfarrt.